# しあわせですか?
『しあわせですか?』は、里中満智子による日本の漫画作品。
『なかよし』（講談社）にて1974年1月号から同年8月号まで連載された。全8話。単行本は同社の講談社コミックスなかよしより全2巻。同レーベル創刊時に刊行された作品のひとつで、第1巻にはその中で最も若い番号である「KCN201」が付与されている。

## 書誌情報
- 里中満智子 『しあわせですか?』 講談社〈講談社コミックスなかよし〉、全2巻
  1. 1974年12月10日第1刷発行
  2. 1974年12月10日第1刷発行

  - 2巻には読み切り作品「愛を見つめて」が同時収録されている。

初版にはISBNが存在しない。